# Metapogon hurdi
Metapogon hurdi är en tvåvingeart som beskrevs av Wilcox 1964. Metapogon hurdi ingår i släktet Metapogon och familjen rovflugor.
Artens utbredningsområde är Kalifornien. Inga underarter finns listade i Catalogue of Life.